# Mahor
Mahor est un village du Cameroun situé dans le département du Djérem et la Région de l'Adamaoua. Il fait partie de la commune de Tibati.

## Population
En 1967, Mahor comptait 60 habitants, principalement Mboum. Lors du recensement de 2005, 1 089 personnes y ont été dénombrées.